# 太平天國行政區劃
19世纪中叶的太平天国在建國後，改清廷「省、府、道、縣」的行政區劃方式為「省、郡、縣」三级制，即取消“道”，改“府”为“郡”。當中地方更名普遍是為了避諱，主要避諱範圍為早期六王的名字，如遇「全」字（天王洪秀全）則改「荃」，遇「山」字（南王馮雲山）則改「珊」，如「珊東省」即為一例，遇「貴」（西王蕭朝貴）則改為「桂」，遇「昌」（北王韋昌輝）則改為「瑲」。
辛酉十一年（1861年）五月十六日，為避免幼主洪天貴福之諱，將遇「福」字的地名改為「褔」字（「示」字旁改為「衣」字旁）。

## 构想
太平天国后期领导人之一干王洪仁玕曾数次声称太平天国欲划分天下为二十一个省，这二十一省当是指清朝所设的十八省和东三省，但太平天国各个时期的文献中提到的省却不止于此，另有苏福省、天浦省、桂福省和伊犁省（新疆）。
洪仁玕还曾宣布，太平天国将在江南省设十二郡，其他省每省设十一郡，但这一构想脱离实际，没有得到落实
太平天国文献中提到过的省份分别是
1. 江南省 （又稱天京省，首府为天京，今南京周邊地區）[7]
2. 安徽省 （首府為安慶）
3. 江西省（首府為九江）
4. 湖北省（首府為武瑲，即武昌）
5. 天浦省（仅含天浦一县，即江浦县。）
6. 蘇褔省（「福」字左側的「示」字旁改為「衣」字旁，又作苏馥省。首府為蘇州，即今日蘇南東部）
7. 桂褔省（「福」字左側的「示」字旁改為「衣」字旁，辖区不详，有学者推测系苏福省之改称，但证据不足[8]）
8. 浙江天省（首府為杭州）
9. 湖南省
10. 福建省
11. 河南省
12. 珊東省（即今日之山东省）
13. 珊西省（即今日之山西省）
14. 罪隶省（定于佔領后改为“迁善省”，即直隶，今日之京津地区、河北大部及河南、山东小部份地区。）
15. 廣西省
16. 廣東省
17. 芸南省（即云南省）
18. 四川省
19. 桂州省（即贵州省）
20. 陝西省
21. 甘肅省
22. 奉添省（即奉天省，今日之辽宁省）
23. 吉林省
24. 乌隆江省（即黑龙江省）
25. 伊犁省（今日之新疆维吾尔自治区）

## 實施行政區劃
太平天国自1852年12月至1864年8 月，在這段時間內，相繼建立了7省47郡（包括郡級州3個）236縣（包括縣級州10個）。先後設置行政區劃的省、郡、縣（有的設置後為時不久又丟失）如下：

### 江南省
置有3 郡13 縣：
- 江寧郡
  - 治江寧。
  - 領6 縣：江寧、句容、溧水、高淳、六合、尚元（由清上元縣改）。

- 鎮江郡
  - 治丹徒。
  - 領4 縣：丹徒、丹陽、金壇、溧陽。

- 揚州郡
  - 治江都（此郡控制時間較短）。
  - 領3 縣：江都、儀徵、甘泉天。

### 天浦省
（太平天国於1853年改沃浦縣為天浦縣，又於1858年秋改天浦縣為天浦省）
- 治天浦縣。
- 領浦口鎮（由清浦子口改）。

### 蘇褔省
治蘇州。置有4 郡26 縣：
- 蘇州郡
  - 治蘇州，與長洲天縣、吳縣、元和3 縣同治一城。
  - 領10 縣：長洲天縣（由清長洲縣改）、吳縣、元和、常熟（與昭文縣同城治所）、昭文、昆珊（由清昆山縣改）、新陽、吳江、震澤、東珊（清原為東山縣，後改設東山廳，1862年太平天国改為東珊縣）。

- 常州郡 （清為常州府）
  - 治武進、陽湖。
  - 領5縣：武進、陽湖（上兩縣同治常州城）、撫錫（由清無錫改為撫錫）、金匱縣（上兩縣同治無錫城）、宜興、荊溪（上兩縣同治宜興城）、江陰縣。

- 太瑲郡 （太平天国改清太倉直隸州為太瑲郡）
  - 治鎮洋縣。
  - 領2 縣：鎮洋、嘉定（上兩縣同城而治）。

- 松江郡 （清為松江府）
  - 治花亭、婁縣。
  - 領7 縣：花亭、婁縣、菁浦（由清青浦縣改）、奉賢、南匯、川沙、金珊。後四個縣控制期較短。

### 浙江天省
治杭州。置有10 郡一州、65 個縣：
- 杭州郡
  - 治錢塘、仁和兩縣。
  - 領9 縣：海寧、錢塘、仁和、富陽、余杭、新城、臨安、於潛、昌化。

- 嘉興郡
  - 治嘉興、繡水兩縣。
  - 領7 縣：嘉興、繡水（由清秀水縣改）、嘉善、海鹽、石門、平湖、桐鄉。

- 紹興郡
  - 治珊陰、會稽兩縣。
  - 領8 縣：珊陰（由清山陰縣改）、會稽、莦珊（由肖山縣改）、諸暨、尚虞（由清上虞縣改）、嵊縣、余姚、新昌。

- 湖州郡
  - 治歸安縣。
  - 領7 縣：歸安、烏程、長興、德清、武康、安吉、孝豐。

- 嚴州郡
  - 治建德縣。
  - 領6 縣：建德、壽昌、桐廬、分水、淳安、遂安。

- 台州郡
  - 治臨海縣。
  - 領6 縣：臨海、黃岩、寧海、太平、天台、仙居。

- 寧波郡
  - 治勤縣。
  - 領5 縣：勤縣、義縣、奉化、鎮海、象珊。

- 金花郡（由清金華府改）
  - 治金花縣。
  - 領8 縣：金花（金華）、蘭溪、義烏、武義、浦江、湯溪、東陽、永康。

- 衢州郡
  - 治隆遊縣（由龍遊改）。
  - 領3 縣：江珊縣（由江山改）、常珊縣（由常山改）、開化縣。此郡後三縣控制不久即失。

- 處州郡
  - 治麗水縣。
  - 領8 縣：麗水、縉芸（由縉雲縣改）、菁田、松陽、遂昌、芸和、景寧、宣平。此八縣中唯麗水、縉芸兩縣統轄較久。

另有溫州郡，郡及轄縣因與清政府相互占治，故不作為太平天国的完全行政區劃。

### 江西省
治九江。置有14郡1州61縣。
- 九江郡
  - 治湖口縣。
  - 湖口、德化、德安、彭澤、瑞昌、新城（由小池口改為新城縣）。

- 南昌郡
  - 治新建縣（清南昌府城內）。
  - 領7縣：義寧、新建、豐城、進賢、奉新、靖安、武寧。此郡及轄縣在太平天国時，清政府佔據時間較久。

- 饒州郡
  - 治鄱陽縣。
  - 領4縣：樂平、鄱陽、浮梁、安仁。另有餘幹、德興、萬年3 縣為太平天国勢力範圍。

- 建昌郡
  - 治南城縣。
  - 領3縣：南城、南豐、瀘溪。另有新城、廣昌兩縣為太平天国勢力範圍。

- 撫州郡
  - 治臨川縣。
  - 領6縣：臨川、金溪、崇仁、宜黃、樂安、東鄉。

- 臨江郡
  - 治菁江縣（由清清江改名）。
  - 領4縣：菁江、新喻、新淦、峽江。

- 瑞州郡
  - 治高安縣。
  - 領3縣：高安、新昌、尚高（由清上高縣改名）。

- 吉安郡
  - 治廬陵縣。
  - 領10縣：廬陵、泰和、吉水、永豐、安福、隆泉（由清龍泉縣改名）、萬安、永新、永寧、蓮花。

- 袁州郡
  - 治宜春。
  - 領4縣：宜春、分宜、萍鄉、萬載。此郡太平天国控制時間不長。

- 南康郡
  - 治星子。
  - 領4縣：星子、都昌、建昌、安義。此郡太平天国控制時間不長。

- 贛州郡
  - 治雩都。
  - 領2縣：雩都、定南。

- 南安郡
  - 治大庾。
  - 領3縣：大庾、南康、崇義。另有尚猶（上猶）縣為太平天国勢力範圍。

- 寧州郡 （寧都州）
  - 治瑞金。
  - 領1縣：瑞金。

- 廣信郡（此郡僅為太平天国的勢力範圍，非鞏固的行政區劃。）
  - 治尚饒。
  - 領5縣：尚饒（上饒改）、弋陽、鉛珊（鉛山改）、興安、玉珊（玉山改）、桂溪（貴溪改）。

### 湖北省
治武昌。置有4郡4州22縣。
- 武瑲郡（由武昌改為武瑲）。
  - 領10縣：興郭（興國）、武瑲（武昌）、江夏、蒲圻、崇陽、通城、咸寧、大冶、通珊（通山改）、嘉魚。

- 漢陽郡
  - 治漢陽。
  - 領4縣：沔陽、漢陽、漢川、孝感。另黃坡縣為太平天国勢力範圍。

- 黃州郡
  - 治黃岡。
  - 領7縣：蘄州（縣）、黃岡、蘄水、羅田、廣濟、黃梅、麻城。另黃安縣為太平天国的勢力範圍。

- 德安郡
  - 治安陸。
  - 領4縣：隋州（縣）、安陸、芸夢、應城。另應珊縣（應山改）為太平天国勢力範圍。

### 安徽省
治安慶。置有12郡3州40縣。
- 安慶郡
  - 治懷寧。
  - 領6縣：懷寧、桐城、潛珊（潛山）、太湖、望江、宿松。

- 廬州郡
  - 治合肥。
  - 領5縣：無為、合肥、舒城、廬江、巢縣。

- 鳳陽郡
  - 治鳳陽。
  - 領4縣：鳳陽、定遠、鳳台、壽州（縣）。

- 寧郭郡
  - 治宣城。
  - 領6縣：宣城、涇縣、寧郭（寧國）、太平、旌德、南陵。

- 和州郡
  - 治含珊縣（含山改）。
  - 領1縣：含珊。

- 池州郡
  - 治桂池（由清貴池改）。
  - 領6縣：桂池（貴池）、菁陽、銅陵、石埭、建德、東流。

- 太平郡
  - 治當塗。
  - 領3縣：當塗、蕪湖、繁瑲（由繁昌改）。

- 泗州郡
  - 治添長（由天長改）。
  - 領1縣：添長。

- 徽州郡
  - 治歙縣。
  - 領4縣：歙縣、休寧、婺源、黟縣。此郡太平天国統轄時間不長。

- 六安州
  - 治英珊（英山改）。
  - 領2縣：英珊、霍山。

- 滁州
  - 治荃椒（全椒改）。
  - 領1縣：荃椒。

- 廣德州
  - 治建平。
  - 領1縣：建平。